# دبليو. توماس رايس
دبليو. توماس رايس (بالإنجليزية: W. Thomas Rice)‏ هو مسير أعمال أمريكي، ولد في 13 يونيو 1912 في مقاطعة ويستمورلاند في الولايات المتحدة، وتوفي في 5 فبراير 2006 في ريتشموند في الولايات المتحدة.